# Music from Big Pink
Music from Big Pink – debiutancki album kanadyjskiej grupy rockowej The Band, wydany w lipcu 1968 roku. 
Stylistycznie płyta utrzymana jest w konwencji rocka połączonego z bluesem, folkiem, country i psychodelią. Zawiera najsłynniejszy przebój zespołu, The Weight, którego popularność przypieczętowało umieszczenie go w kultowym filmie Easy Rider z 1969 roku.
W momencie wydania płyta nie osiągnęła wielkiego sukcesu komercyjnego, osiągając miejsce 30. na amerykańskiej liście przebojów. Dzisiaj jednak uznawana jest za jeden z najlepszych albumów grupy i rocka w ogóle. Magazyn Rolling Stone umieścił album na 34. pozycji listy 500 albumów wszech czasów.
Autorem części utworów jest Bob Dylan, którego grupa wspomagała podczas koncertów i sesji nagraniowych od 1965 roku (owocem ich wspólnej pracy był m.in. album The Basement Tapes).
W 2004 utwór "The Weight" został sklasyfikowany na 41. miejscu listy 500 utworów wszech czasów magazynu Rolling Stone.

## Lista utworów
| 1.  | "Tears of Rage" (Bob Dylan, Richard Manuel)     | 5:23  |
|     |                                                 |       |
| 2.  | "To Kingdom Come" (Robbie Robertson)            | 3:22  |
|     |                                                 |       |
| 3.  | "In a Station" (Manuel)                         | 3:34  |
|     |                                                 |       |
| 4.  | "Caledonia Mission" (Robertson)                 | 2:59  |
|     |                                                 |       |
| 5.  | "The Weight" (Robertson)                        | 4:38  |
|     |                                                 |       |
| 6.  | "We Can Talk" (Manuel)                          | 3:06  |
|     |                                                 |       |
| 7.  | "Long Black Veil" (Marijohn Wilkin, Danny Dill) | 3:06  |
|     |                                                 |       |
| 8.  | "Chest Fever" (Robertson)                       | 5:18  |
|     |                                                 |       |
| 9.  | "Lonesome Suzie" (Manuel)                       | 4:04  |
|     |                                                 |       |
| 10. | "This Wheel's on Fire" (Dylan, Rick Danko)      | 3:14  |
|     |                                                 |       |
| 11. | "I Shall Be Released" (Dylan)                   | 3:19  |
|     |                                                 |       |
|     |                                                 | 42:03 |
|     |                                                 |       |
Album został wydany ponownie w 2003 roku w wersji zremasterowanej i z 9 utworami bonusowymi:
| 1. | "Yazoo Street Scandal" (Robertson)                  | 4:01  |
|    |                                                     |       |
| 2. | "Tears of Rage" (Dylan, Manuel)                     | 5:32  |
|    |                                                     |       |
| 3. | "Katie's Been Gone" (Manuel, Robertson)             | 2:46  |
|    |                                                     |       |
| 4. | "If I Lose" (Ralph Stanley)                         | 2:29  |
|    |                                                     |       |
| 5. | "Long Distance Operator" (Dylan)                    | 3:58  |
|    |                                                     |       |
| 6. | "Lonesome Suzie" (Manuel)                           | 3:00  |
|    |                                                     |       |
| 7. | "Orange Juice Blues (Blues for Breakfast)" (Manuel) | 3:40  |
|    |                                                     |       |
| 8. | "Key to the Highway" (Big Bill Broonzy)             | 2:28  |
|    |                                                     |       |
| 9. | "Ferdinand the Imposter" (Robertson)                | 3:59  |
|    |                                                     |       |
|    |                                                     | 31:53 |
|    |                                                     |       |

### Caledonia Mission
Utwór w sposób tragikomiczny, nieco groteskowy i ironiczny przedstawia konflikt między romantycznym widzeniem miłości, a rzeczywistością. Zwrotki zaczynają się w wolnym, melancholijnym tempie, a kończą na szybkim. Wpierw słyszmy: She reads the leaves and she leads the life (...) But hear me if you're near me (Ona czyta z liści i panuje nad życiem. Usłysz mnie, jeśli jesteś blisko), a potem: The watchman covers me with his remedy, I can't see and it's hard to feel, I think his magic might be real (Jej strażnik zastępuje mi drogę ze swoim "lekiem", nic nie widzę i nic nie czuję, widocznie jego lek działa). Z każdą następną zwrotką podmiot znajduje nowe określenia i metafory na zobrazowanie swej wyidealizowanej wybranki (hexagram, I can't get to you from your garden gate) W końcowych frazach piosenki romantyczne uczucie i starania podmiotu o serce ukochanej spotykają się ze wzgardą, a podmiot postanawia ruszać dalej, do Arkansas (możliwe, że dlatego, iż miasto to kojarzy się z bluesem).

### The Weight
Piosenka napisana przez Robbie Robertsona. Ukazała się na pierwszym albumie zespołu Music from Big Pink, wydanym w 1968. Piosenka zajęła 41 miejsce w rankingu magazynu Rolling Stone 500 Greatest Songs of All Time.
Treść piosenki przywołuje liczne aluzje biblijne. Bohater utworu odbywa alegoryczną podróż z Nazareth (region w Pensylwanii) w poszukiwaniu miejsca spoczynku. Po drodze spotyka: człowieka, który odmawia pomocy (Hey, mister, can you tell me where a man might find a bed?", He just grinned and shook my hand, and "No!", was all he said); Carmen, która nie może wybrać się w podróż ze względu na swojego Diabła (I gotta go, but my friend [Devil] can stick around); Crazy Chestera, który chce wskazać drogę do hotelu w zamian za zaopiekowanie się jego psem oraz Luka, który w oczekiwaniu Apokalipsy porzuca swoich bliskich. Absurdowi zachowań napotkanych ludzi przeciwstawiona zostaje samotność, ale i indywidualizm wędrującego bohatera. Zdaniem wielu krytyków bohater jest również symboliczną postacią przedstawiającą kontrkulturę, a także archetypem zbuntowanego rockersa.
Utwór wszedł w skład soundtracku do filmu Easy Rider.

## Skład
- Rick Danko – gitara basowa, skrzypce, wokal
- Levon Helm – perkusja, gitara akustyczna, bębny, wokal
- Garth Hudson – organy, fortepian, klawinet, saksofon sopranowy i tenorowy
- Richard Manuel – fortepian, organy, bębny, wokal
- Jaime Robbie Robertson – gitary, wokal
- John Simon – producent muzyczny, baryton, saksofon tenorowy, fortepian
- Don Hahn, Tony May, Shelly Yakus – inżynierowie dźwięku
- Bob Dylan – okładka
- Elliott Landy – fotografie